# Pedro III (obispo)
Pedro III (¿? - ¿?) fue obispo de Oviedo desde el año 1322 hasta 1325. Este obispo fue inhumado junto a la escalera que conducía a la zona de las reliquias, y como posteriormente se construyó el enlosado de la Catedral, se perdieron prácticamente todos sus datos, fundamentalmente su sepulcro y lápida, sus memorias y datos de su pontificado, al igual que pasó con otros prelados.
| Predecesor: Fernando IV | Obispo de Oviedo 1322 - 1325 | Sucesor: Odón |